# Gillichthys mirabilis
Gillichthys mirabilis és una espècie de peix de la família dels gòbids i de l'ordre dels perciformes.

## Morfologia
- Els mascles poden assolir 21 cm de longitud total.[1][2]

## Reproducció
És ovípar i els mascles protegeixen els ous.

## Depredadors
Als Estats Units és depredat per Paralichthys californicus.

## Hàbitat
És un peix de clima subtropical i demersal.

## Distribució geogràfica
Es troba al Pacífic oriental: des de la Badia de Tomales (nord de Califòrnia, els Estats Units) fins al Golf de Califòrnia.

## Observacions
És inofensiu per als humans.